# 掌聲 (女神卡卡歌曲)
〈掌聲〉（英語："Applause"）是Lady Gaga第三张录音室专辑《流行藝術》首支单曲，由Lady Gaga和DJ White Shadow合写和制作，原定于2013年8月19日通过Interscope Records以串流媒體和rhythmic airplay形式公開，却因網路上遭到提前泄露長達近2分鐘歌曲音訊而不得不提前於8月12日發表。
〈掌聲〉于 Born This Way Ball巡演中创作。尽管最终以《ARTPOP》首支單曲發表，最初这首曲目却差点没被收錄於《ARTPOP》。2013年早期，Gaga在Twitter上公開了〈掌聲〉的一句歌词，暗示这首曲目的存在。歌曲融合了流行电音和欧陆舞曲的音乐风格，与其首张专辑《The Fame》相似，在主题上表达了她依赖于粉丝的喜爱。〈掌聲〉获得了大多数乐评人的好评，其声音表现被乐评人与安妮·蓝妮克丝、大卫·鲍伊相比较。。〈掌聲〉获得了商业成功，成为了Gaga在美国的第12首Billboard Hot 100十强单曲（最高排名为4），在黎巴嫩、希腊、匈牙、韩国、西班牙成为冠军单曲，并在英国、加拿大、法国、德国、意大利和瓦隆达到了前五的排名，并在其他15个音乐市场中排名前十。由于撞期，〈掌聲〉经常被与凱蒂·佩芮的《怒吼》比较。
Gaga在2013年MTV音樂錄影帶大獎等场合表演了〈掌聲〉以宣傳專輯。不仅如此，〈掌聲〉的单曲封面也成为了这支单曲的宣传工具。Gaga鼓励其粉丝也化妆成封面上的“小丑”。8月14日，Gaga公開了自己在易装夜总会拍摄的影片作为这首单曲的歌詞版本音樂錄影帶。〈掌聲〉的音樂錄影帶于8月19日在早安美国上首次官方公開，并同时在时代广场上放映。

## 录制与创作
〈掌聲〉由Gaga和DJ White Shadow于2012年天生完美狂歡舞會途中合写。其节拍为每分钟140拍，音乐风格为 流行電音和歐陸舞曲。其演唱类似于安妮·蓝妮克丝、大卫·鲍伊的作品。乐评人赞扬〈掌聲〉回到了Gaga的流行乐根源、The Fame时期作品。

Gaga在Twitter上阐述了这首歌曲的含义： 
|  | 'Applause' is a very meaningful song to me, because it addresses what many think of 'celebrities' today, that we 'do it' for the attention. But some of us are 'artists' in this group called 'celebrity,' & what we create doesn't live on unless theres an audience to remember it. So I may need your attention at first, so I can sing you my song. But its the 'Applause' after that let me know if I've entertained you. Entertainment makes people happy, I live for the 'Applause,' to know I've spread that. I live to hear you cheer, to just be a part of that.I believe in show business. The 'Applause' is what breeds that thing that I love. When I know i've made you happy. When I know it was good. 暂译：〈掌聲〉对我来说还是一首很有意义的歌曲，因为它论述了今天许多人是如何看待“名人”的——他们都认为，我们为了博得关注而“出位”。但是，我们有些人是“名人”群体中的“艺术家”，我们的创造若无观众记住，便无生存空间。所以我最初需要你的关注，这样我就能把我的歌唱给你听，但使我得知我娱乐了你的却是你的掌声。娱乐使人们快乐，我为掌声而生（要知道我传播了这一理念）。我生来为听你们欢呼，生来就为成为（欢呼）的一部分。正是掌声孕育了我的所爱。当我知道我让你高兴了，当我知道这个，一切就好。 |

## 发布和唱片封面
在2013年早期，由于Gaga在1月发表推文“If only Fame came in IV form could I bare being away from you. I live for the way that you cheer and scream for me. The Applause.”，〈掌聲〉被推测为《ARTPOP》中的一首曲目。在2013年7月，Tara在littlemonsters.com上传了一张标有“Applause”一词的单曲封面。
2013年7月29日，Lady Gaga 正式公布了首支單曲為〈掌聲〉，并将专辑和APP预定日期提前，宣布iTunes Store 及Amazon於 8/19 單曲發行當天開放同步預購數位專輯和app。但最终因网络上提前泄露出近两分钟音频，而提前一周，于8月12日发布。专辑和APP预定日期也被再次提前至8月12日。
單曲封面由Inez & Vinoodh制作，在 Women's Wear Daily （页面存档备份，存于） 率先公開，封面中 Gaga扮作Pierrot (丑角)。在訪談中提到：「我要你們自己先用眼睛看（指在Gaga解释封面含义前），不然這就不是藝術了。」谈到新作品的视觉概念，「当你看到每一张照片，你就看到一项元素流泄出来，而这些元素不会看起来相同。我并不会永远都由同一个设计师或设计师所打造，也不会永远是单一的巨星象徵。我包罗了所有的巨星象徵。(I'm every icon.)我是画盘上每一种颜色所调出来的巨星，没有限制与规则。」
在单曲泄出之后，作为回应，Gaga在官方账户上发布了〈掌聲〉的宣传视频。其中Gaga头戴透明面罩。掌声充斥于背景声中。屏幕上显示出诋毁Gaga的言论，例如"Lady Gaga is over"; "Lady Gaga is no longer relevant"; "Do not buy Lady Gaga's new single 'Applause"。

## 榜单表现
由於單曲的提前釋出，〈掌聲〉直接與另一位女歌手Katy Perry的單曲《Roar》撞期，在當時引起了社會話題。令兩人的單曲下載和電臺播放形成競爭氣氛。
Nielsen SoundScan曾预计两支单曲在首周达到400,000的数位下载量，而〈掌聲〉实际销量仅为约200,000~225,000左右。其首周（8月24日）在Billboard Hot 100未入榜（但在Dance/Electronic Songs榜单上排名16， Pop Songs Chart上排名20，打破了2013年Pop Songs Chart上女歌手的最好排名）。而《Roar》首周销量则为557,000，打破了Katy Perry个人之前《Firework》创造的首周销量纪录，并凭借两天里的电台成绩进入Billboard Hot 100榜单85名的位置。
第二周，〈掌聲〉进入Billboard Hot 100上排名第6，而《Roar》则排名第2。随着〈掌聲〉于8月19日的正式电台和零售发布，其在Digital Songs上排名第3（218,000），在Streaming Songs上排名第9 (2,900,000)，在Radio Songs 中排名40(31,000,000)。
据Official Charts Company统计，〈掌聲〉仅在几小时内就在英国市场销量过万，在英國單曲排行榜上排名第三。
Gaga因涉嫌人为提高的〈掌聲〉在Billboard Hot 100榜单上的成绩而受到争议。
一些媒体称，由于〈掌聲〉目前在销量和排名上落后于《Roar》，Gaga鼓励歌迷重复多次购买单曲〈掌聲〉，奖赏为：参与者可能获得在伦敦iTunes音乐会与Gaga相见的机会。
另外，Gaga在Twitter上誤转了一位粉丝的推文，链接指向了自动循环播放〈掌聲〉的YouTube播放列表。之后Gaga表示自己是无意誤转，表示抱歉，并在20分钟内取消转推。Billboard杂志编辑主任Bill Werde指责该行为，并称：“艺人在社群媒體上发布链接，使歌迷按下‘播放’键然后离开电脑，这一行为违反了我们排榜的精神。”他补充称他“讨厌看到任何人尝试戏弄Billboard榜单，无论是粉丝还是艺人。”

## 音乐录影带

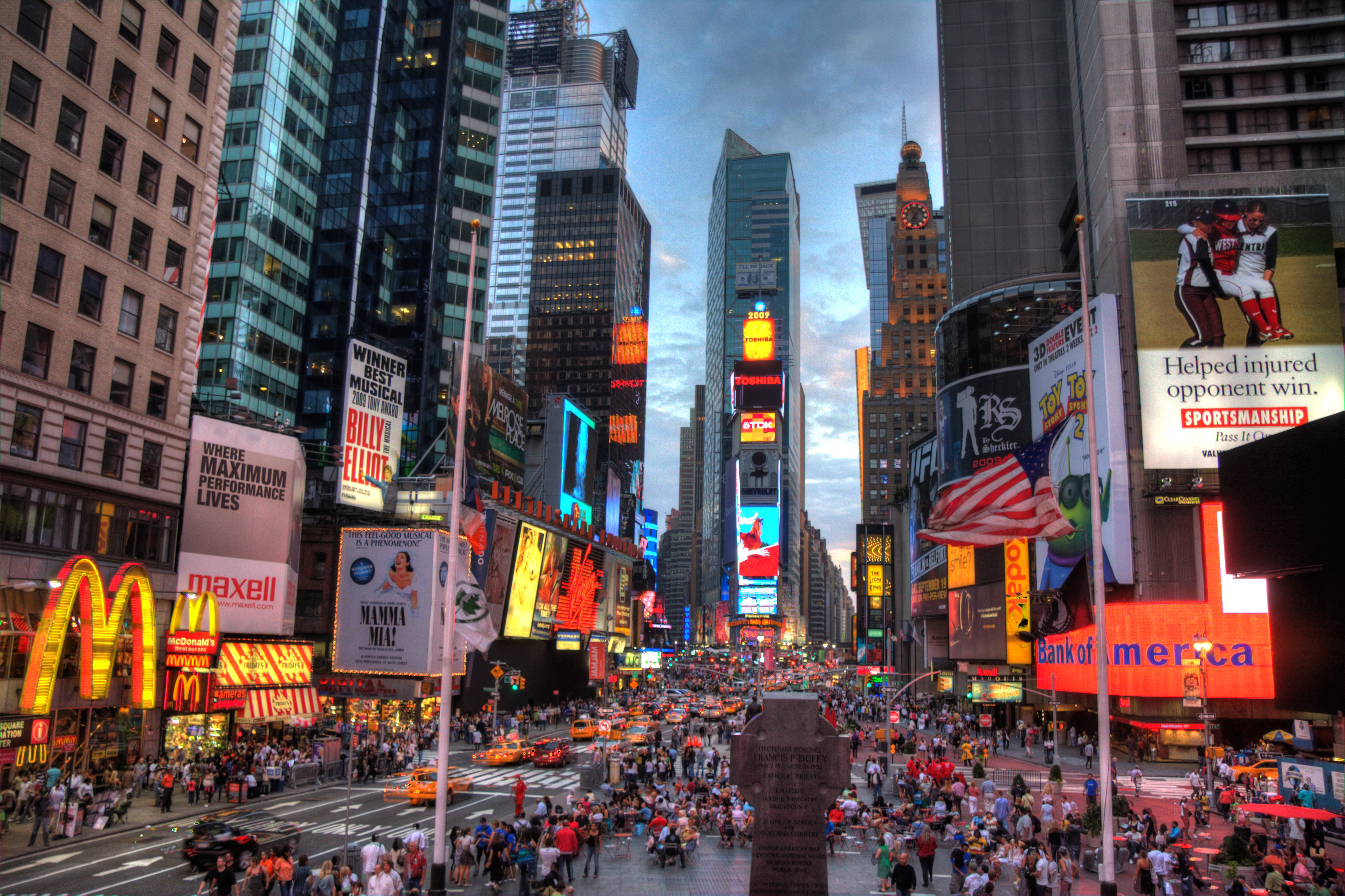
Applause的音乐录影带于《早安美国》节目中首映，并在时代广场（如图）上通过屏幕播放。

### 正式MV

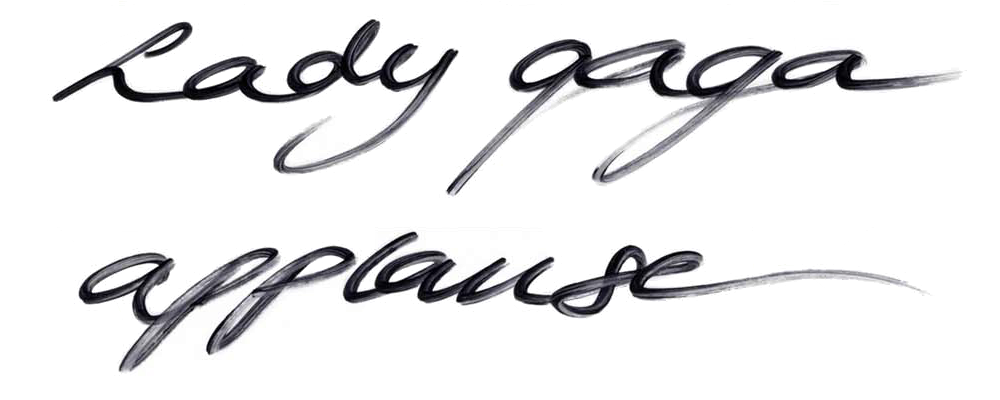

Applause的音乐录影带由Inez & Vinoodh导演，于美国当地时间2013年8月19日8:00直播于《早安美国》（GMA），在时代广场上通过屏幕播放，并于8：40发布于Gaga的VEVO账户。在发布之前，Gaga在Twitter称该MV表达了她“对变身的激情”，并补充说：“你是否愿做为了掌声而做‘任何事’？魔幻般的、运动中的影像。”
该MV包括黑白和彩色的片段，展现了许多不同复杂而艺术化的场景，包括：Gaga在黑天鹅上的头颅、Gaga处在鸟笼裡、Gaga坐在巨型帽中、Gaga穿着黑色外衣和头巾、Gaga穿着贝壳形或是手形胸罩、18岁时Gaga在下东区奋斗以及和唱片封面同样的画面。MV中戏剧化地展现各种各样的颜色。临近高潮，场景变为紫色、水晶般的画面。Gaga手捧装有鲜花的腿状圆柱体，在激光束中走向舞台，却中途跌倒、几个恶魔般装扮的男人与之抢夺象征着名誉的腿状物，并最终挣扎站起重回舞台。这一场景代表了Gaga在受伤后重回舞台的艰难经历，或与她不肯被拉下舞台的那幕呼应。MV以Gaga用手拼出“ARTPOP”六个字母结束。
MV导演之一Inez van Lamsweerde称：“Gaga将在这个影片中做任何事让取悦和鼓舞观众。”她说这个MV受启发于无声电影和早期恐怖电影，“我们想把它带回一个非常简单的元素。”她补充说，“这里面有各种各样的把戏，但这个MV的中心含义是象征了Gaga髋关节盂唇撕裂伤的那一刻。因此，她在MV中像是把右腿作为战利品举起。这代表了：无论代价是什么，她都将重返舞台。”
- 贝壳比基尼场景的灵感来自文艺复兴时期桑德罗·波提切利的名画《维纳斯的诞生》，另一灵感来自粉色激光塔场景中，Gaga历经曲折回到舞台。
- 黑天鹅场景中，Gaga的头被移花接木到黑天鹅的头颈上。灵感并非来自达伦·阿罗诺夫斯基电影《黑天鹅》，而更多的是来自“Gaga对蛋的迷恋”。Inez van Lamsweerde称，在许多之前的Gaga的作品中，Gaga都有对蛋的涉及。因这个影片是表现了重生的主题，且在结尾处有对《维纳斯的诞生》的涉及，因此导演们想出了这个场景。
- 手套比基尼由Gaga的时尚导演Brandon Maxwell设计。该场景的出现是因为：导演认为由于歌名“Applause”之故，他们必须以某种方式在影片中出现“手”。而这正是表现“手”这一意象最出乎意料的方式。
- T台秀的场景：Inez van Lamsweerde称，时装秀的涉及是Gaga的主意，Gaga想在其中“飞”而非“走”。“Gaga一直受时尚及其能量的启发，因此将Gaga生活中的这一部分代表出来再合适不过了。”她补充说导演组希望Gaga在这个场景中成为时装设计师约翰·加利亚诺。
- 在床上翻滚的场景：

最初这个场景是打算作为一个短小片段出现，来回顾Gaga的过往——当她刚辍学，住在下东区的公寓，思考着自己的未来。而这个场景即是代表这一经历。她十八九岁时也就是这个发型，因此我们说那是过往的时刻。但当我们开始拍摄时，这实在是太棒了以至于我们说：‘来躺在这个床垫上面完成整首歌并拍摄影片吧。’然后她表演得如此令人难以置信，像是如此真实而原始的感觉。于是最终这个场景穿插在整个影片中。这一场景是真实的，而其他的一切场景都是她的梦。——MV导演Inez van Lamsweerde谈论这个场景

### 官方音檔和歌詞版本音樂錄影帶
这支单曲的官方音檔在遭到泄露后几小时内就在Gaga的官方VEVO帳號上公開，并在12小时内获得了超过2,000,000的點閱率。
官方歌詞版本音樂錄影帶于8月14日发布。該音樂錄影帶大部分内容由Gaga在8月13日晚上拍摄于易装夜总会“Micky's”。

## 现场演出和媒体使用
- 2013年8月25日于2013年MTV音樂錄影帶大獎首次現場演唱〈掌聲〉。Gaga在现场4次换装，其造型融入了過往三張專輯时期的服装元素也有新的造型元素。
- 2013年9月1日於倫敦“iTunes Festival”第2次現場演唱〈掌聲〉，首度演唱專輯其他歌曲《Aura》、《MANiCURE》、《ARTPOP》、《Swine》、《Jewels & Drugs》（與Too Short、T.I.、Twista合唱）、《Sex Dreams》、《I Wanna Be With You》一共8首歌曲，事後Gaga在推特上說這些歌曲除了〈掌聲〉之外都不是錄音室版本，歌曲中一些音樂元素被刪減或是被去除了。
- 2013年9月9日于早安美国节目表演〈掌聲〉。是次表演以綠野仙蹤为主题，并以绿野仙踪主题曲Over the Rainbow开场。

知名電玩遊戲《俠盜獵車手V》於9月在PS4、XBOX ONE、PC平台發佈，電台 Non-Stop-Pop FM 亦有播放〈掌聲〉一曲。

## 曲目列表与形式
| 混音EP 1. "Applause" (Empire of the Sun Remix) – 4:08 2. "Applause" (Viceroy Remix) – 4:27 3. "Applause" (Purity Ring Remix) – 3:04 4. "Applause" (Bent Collective Club Mix) – 7:26 5. "Applause" (DJ White Shadow Electrotech Remix) – 5:49 6. "Applause" (Fareoh Remix) – 4:52 7. "Applause" (DJ White Shadow Trap Remix) – 4:09 8. "Applause" (Goldhouse Remix) – 4:34 | 数字下载 / 流媒体 1. "Applause" – 3:32 CD单曲 1. "Applause" – 3:32 2. "Applause" (Instrumental) – 3:32 |

## 榜单
| 榜单（2013年-2014年）                        | 最高 排位 |
| -------------------------------------------- | --------- |
| 澳大利亚（澳大利亚唱片业协会單曲榜）         | 11        |
| 澳大利亚（澳大利亚唱片业协会）舞曲榜         | 2         |
| 奥地利（Ö3四十强单曲榜）                     | 6         |
| 比利时佛兰德（Ultratop五十强单曲榜）         | 10        |
| 比利时瓦隆（Ultratop五十强单曲榜）           | 5         |
| 巴西（《公告牌》Brasil Hot 100）             | 53        |
| 巴西（《公告牌》Brasil Hot Pop Songs）       | 16        |
| 保加利亚（保加利亚音乐制作人协会单曲榜）     | 3         |
| 加拿大（Canadian Hot 100）                   | 4         |
| 加拿大（《告示牌》Canada AC）                | 43        |
| 加拿大（《告示牌》Canada CHR）               | 7         |
| 加拿大（《告示牌》Canada Hot AC）            | 8         |
| 独联体（Tophit独联体电台榜）                 | 25        |
| 捷克（電台百強單曲榜）                       | 12        |
| 丹麥（Hitlisten单曲榜）                      | 6         |
| 芬兰（芬蘭官方單曲榜）                       | 4         |
| 法国（法國唱片出版業公會單曲榜）             | 3         |
| 德国（德國官方單曲榜）                       | 5         |
| 希腊（《告示牌》Digital Songs）              | 1         |
| 匈牙利（四十強舞曲榜）                       | 29        |
| 匈牙利（四十强电台榜）                       | 2         |
| 匈牙利（四十強單曲榜）                       | 1         |
| 愛爾蘭（愛爾蘭唱片音樂協會单曲榜）           | 9         |
| 以色列（媒体森林）                           | 7         |
| 意大利（意大利音乐产业联盟单曲榜）           | 2         |
| 日本（Japan Hot 100）                        | 6         |
| 黎巴嫩（黎巴嫩官方二十强单曲榜）             | 1         |
| 卢森堡（《告示牌》Luxembourg Digital Songs） | 3         |
| 墨西哥（《告示牌》Mexican Airplay）          | 5         |
| 荷兰（荷蘭四十強單曲榜）                     | 13        |
| 荷兰（百强单曲榜）                           | 15        |
| 新西兰（新西兰唱片音乐协会单曲榜）           | 7         |
| 挪威（世道單曲榜）                           | 8         |
| 波蘭（波蘭百大電台榜）                       | 7         |
| 葡萄牙（《告示牌》Portugal Digital Songs）   | 8         |
| 俄罗斯（Tophit俄罗斯电台榜）                 | 26        |
| 蘇格蘭（官方榜单公司單曲榜）                 | 5         |
| 斯洛伐克（電台百強單曲榜）                   | 18        |
| 斯洛文尼亚（斯洛文尼亚五十大单曲榜）         | 13        |
| 韩国（Gaon数字单曲榜）                       | 55        |
| 西班牙（西班牙音樂製作協會）                 | 1         |
| 瑞典（瑞典最熱榜）                           | 17        |
| 瑞士（瑞士热门音乐榜）                       | 7         |
| 英國（官方榜单公司單曲榜）                   | 5         |
| 乌克兰（Tophit乌克兰电台榜）                 | 29        |
| 美国（《告示牌》百大單曲榜）                 | 4         |
| 美國（《告示牌》成人當代單曲榜）             | 24        |
| 美國（《告示牌》Adult Pop Airplay）          | 8         |
| 美國（《告示牌》Dance Club Songs）           | 1         |
| 美國（《告示牌》Hot Dance/Electronic Songs） | 1         |
| 美國（《告示牌》Pop Airplay）                | 4         |
| 美國（《告示牌》Rhythmic Songs）             | 19        |
| 委内瑞拉（唱片报告委内瑞拉流行摇滚榜）       | 3         |

| 榜单（2013年）                               | 排位 |
| -------------------------------------------- | ---- |
| 澳大利亚（澳大利亚唱片业协会单曲榜）         | 93   |
| 澳大利亚（澳大利亚唱片业协会舞曲榜）         | 16   |
| 奥地利（Ö3四十強音樂榜）                     | 75   |
| 比利时（Ultratop佛兰德五十强单曲榜）         | 87   |
| 比利时（Ultratop瓦隆五十强单曲榜）           | 76   |
| 加拿大（Canadian Hot 100）                   | 50   |
| 法国（法国唱片出版业公会单曲榜）             | 79   |
| 德国（媒体控制AG）                           | 62   |
| 匈牙利（四十强舞曲榜）                       | 91   |
| 匈牙利（四十强电台榜）                       | 28   |
| 意大利（意大利音乐产业联盟单曲榜）           | 54   |
| 日本（Japan Hot 100）                        | 19   |
| 荷兰（荷兰四十强音乐榜）                     | 83   |
| 荷兰（荷兰百强单曲榜）                       | 80   |
| 俄罗斯（Tophit俄罗斯电台榜）                 | 150  |
| 西班牙（西班牙音乐制作协会单曲榜）           | 46   |
| 瑞典（瑞典最热榜）                           | 93   |
| 瑞士（Sweitzer Hitparade）                   | 68   |
| 乌克兰（TopHit乌克兰电台榜）                 | 150  |
| 英国（官方榜单公司单曲榜）                   | 75   |
| 美国（Billboard Hot 100）                    | 37   |
| 美国（《公告牌》Adult Top 40）               | 45   |
| 美国（《公告牌》Dance Club Songs）           | 11   |
| 美国（《公告牌》Hot Dance/Electronic Songs） | 8    |
| 美国（《公告牌》Mainstream Top 40）          | 37   |

| 榜单（2014年）                               | 排位 |
| -------------------------------------------- | ---- |
| 美国（《公告牌》Hot Dance/Electronic Songs） | 11   |

| 榜单（2010年-2019年）                        | 排位 |
| -------------------------------------------- | ---- |
| 美国（《公告牌》Hot Dance/Electronic Songs） | 28   |

## 认证与销量
| 地區                                                     | 认证    | 认证单位/销量 |
| -------------------------------------------------------- | ------- | ------------- |
| 澳大利亚（澳大利亚唱片业协会）                           | 3× 白金 | 210,000‡      |
| 巴西（巴西唱片業協會）                                   | 钻石    | 250,000‡      |
| 加拿大（加拿大音乐协会）                                 | 5× 白金 | 400,000‡      |
| 法国                                                     | —       | 60,000        |
| 德国（聯邦音樂產業協會）                                 | 金      | 150,000‡      |
| 意大利（意大利音乐产业联盟）                             | 白金    | 30,000*       |
| 日本（日本唱片協會）                                     | 金      | 100,000*      |
| 墨西哥（墨西哥音像製品協會）                             | 白金    | 60,000*       |
| 新西兰（新西兰唱片音乐协会）                             | 金      | 7,500*        |
| 挪威（國際唱片業協會挪威分会）                           | 2× 白金 | 120,000‡      |
| 韩国                                                     | —       | 106,385       |
| 西班牙（西班牙音樂製作協會） 自2015年                    | 金      | 30,000‡       |
| 瑞典（瑞典唱片業協會）                                   | 2× 白金 | 80,000‡       |
| 英国（英国唱片业协会）                                   | 白金    | 530,000       |
| 美国（美國唱片業協會）                                   | 4× 白金 | 2,700,000     |
| 流媒体                                                   |         |               |
| 丹麦（國際唱片業協會丹麥分會）                           | 金      | 900,000†      |
| *僅含認證的實際銷量 ‡僅含認證的+實際銷量 †僅含認證的銷量 |         |               |

## 发行历史
| 地区     | 日期           | 形式                                    | 版本   | 厂牌       | 来源            |
| -------- | -------------- | --------------------------------------- | ------ | ---------- | --------------- |
| 加拿大   | 2013年8月12日  | 數位下載 流媒体                         | 原版   | 新視鏡     | [ 141 ]         |
| 法国     | 2013年8月12日  | 电台播放                                | 原版   | 环球       | [ 142 ]         |
| 美国     | 2013年8月12日  | 数字下载 流媒体                         | 原版   | Interscope | [ 143 ]         |
| 比利时   | 2013年8月13日  | 数字下载 流媒体                         | 原版   | 环球       | [ 144 ]         |
| 德语国家 | 2013年8月13日  | 数字下载 流媒体                         | 原版   | 环球       | [ 145 ]         |
| 芬兰     | 2013年8月13日  | 数字下载 流媒体                         | 原版   | 环球       | [ 146 ]         |
| 法国     | 2013年8月13日  | 数字下载 流媒体                         | 原版   | 环球       | [ 147 ]         |
| 爱尔兰   | 2013年8月13日  | 数字下载 流媒体                         | 原版   | 环球       | [ 148 ]         |
| 意大利   | 2013年8月13日  | 数字下载 流媒体                         | 原版   | 环球       | [ 149 ]         |
| 卢森堡   | 2013年8月13日  | 数字下载 流媒体                         | 原版   | 环球       | [ 150 ]         |
| 荷兰     | 2013年8月13日  | 数字下载 流媒体                         | 原版   | 环球       | [ 151 ]         |
| 新西兰   | 2013年8月13日  | 数字下载 流媒体                         | 原版   | 环球       | [ 152 ]         |
| 挪威     | 2013年8月13日  | 数字下载 流媒体                         | 原版   | 环球       | [ 153 ]         |
| 葡萄牙   | 2013年8月13日  | 数字下载 流媒体                         | 原版   | 环球       | [ 154 ]         |
| 新加坡   | 2013年8月13日  | 数字下载 流媒体                         | 原版   | 环球       | [ 155 ]         |
| 西班牙   | 2013年8月13日  | 数字下载 流媒体                         | 原版   | 环球       | [ 156 ]         |
| 瑞典     | 2013年8月13日  | 数字下载 流媒体                         | 原版   | 环球       | [ 157 ]         |
| 英国     | 2013年8月13日  | 数字下载 流媒体                         | 原版   | 环球       | [ 158 ]         |
| 意大利   | 2013年8月19日  | 电台播放                                | 原版   | 环球       | [ 159 ]         |
| 美国     | 2013年8月20日  | 當代流行電台 当代节奏电台 （ 英语 ： rhythmic contemporary） | 原版   | Interscope | [ 160 ] [ 161 ] |
| 日本     | 2013年9月11日  | CD                                      | 双音轨 | 环球       | [ 162 ]         |
| 德国     | 2013年9月13日  | CD                                      | 双音轨 | 环球       | [ 163 ]         |
| 法国     | 2013年9月16日  | Cardsleeve                              | 双音轨 | 环球       | [ 164 ]         |
| 新加坡   | 2013年9月16日  | CD                                      | 双音轨 | 环球       | [ 165 ]         |
| 英国     | 2013年9月16日  | CD                                      | 双音轨 | 环球       | [ 166 ]         |
| 多国     | 2013年9月30日  | 数字下载 流媒体                         | 混音版 | Interscope | [ 41 ]          |
| 美国     | 2013年11月29日 | LP                                      | 原版   | Interscope | [ 167 ]         |